# Ahmad Black
Ahmad Black (Lakeland, 12 dicembre 1989) è un ex giocatore di football americano statunitense che ha militato nel ruolo di safety per i Tampa Bay Buccaneers della National Football League (NFL). Fu scelto nel corso del quinto giro (151º assoluto) del Draft NFL 2011. Al college ha giocato a football a Florida vincendo il campionato NCAA.

## Carriera

### Tampa Bay Buccaneers
Black fu scelto nel corso del quinto giro del Draft 2011 dai Tampa Bay Buccaneers. Fu tagliato il 3 settembre 2011 ma rifirmò per far parte della squadra di allenamento dei Buccaneers due giorni dopo e in seguito fu promosso nel roster attivo. Nella sua stagione da rookie, egli apparve in quattro gare della stagione regolare, mettendo a segno cinque tackle e recuperando un fumble. Nella gara di debutto della stagione 2012 mise a segno il suo primo intercetto in carriera nella vittoria sui Carolina Panthers. Il secondo lo fece registrare nella settimana 9 contro gli Oakland Raiders. La sua stagione si concluse disputando tutte le 16 partite della stagione regolare, inclusa la prima da titolare, facendo registrare 36 tackle, 2 intercetti e forzando un fumble.